# Франческо Датіні
Франческо Датіні (англ. Francesco Datini; * 1335 — †16 серпня 1410) — італійський купець, торговець, меценат.

## Біографія
Датіні народився в небагатій сім'ї власника таверни, рано осиротів; під час епідемії чуми у 1348 році померли батьки Датіні та його рідні брат і сестра. Окрім Франческо, вижив його брат Стефано. Обох взяли на виховання родичі.
Основи торгівлі та обліку Датіні вивчав, працюючи в невеличких магазинах Флоренції продавцем прикрас, шерсті, спецій. Незабаром Франческо заснував у французькому Авіньойні (де в той час знаходився Святий Престол) свою власну компанію, котра спеціалізувалась на експорті шерсті, хутра та тканин тосканських мануфактур.  Компанія розросталась, її представництва розташувались в різних містах, як у Італії, так і за її межами — Піза, Генуя, Валенсія, Ібіца, Барселоната ін.), де працювали агенти, котрі щорічно подавали бухгалтерські звіти головному відділенню. 
У липні 1376 року Датіні одружився з юною Маргаритою — дочкою флорентійського торговця Домініко Бандіні. Про щасливе життя подружжя свідчать численні листи одне одному. З цих листів можна почерпнути значну частину інформації про життя Датіні. У 1380 Франческо повернувся у Флоренцію. 
16 серпня 1410 Датіні помер природною смертю. 
У центрі Прато (у цьому місті похований Датіні) розміщений пам'ятник Франческо Датіні, створений у 1896 році скульптором Антоніо Гарелла. 

## Благодійність
Франческо Датіні був віруючою людиною, за життя багато займався благочинністю, допомагав реставрувати францисканські церкви, утримувати монастирі, фінансував будівництво виховного дому. Перед смертю, за порадою свого друга нотаріуса Лапо Мацеі, Датіні заповідає частину свого майна комуні рідного міста Прато, а решту — створеній ним благочинній організації, котра і в наш час займається благочинністю — влаштовує обіди для малозабезпечених, допомагає оплачувати навчання бідним студентам, надає матеріальну допомогу церкві Святого Франческа, де похований Датіні.

## Архіви Датіні
Датіні одержав у власність невеликий дім у 1354 році. Поступово, зі зростанням заможності власника, дім розширявся та добудовувався. Датіні не жалів гроші на декорування палацу.
У XIX ст. під час ремонту дому було виявлено архіви Датіні — близько 150000 приватних та ділових листів, чеків, векселів, гарантій та ін. Особливе місце займають книги боржників та кредиторів кожного відділення, торгова бухгалтерська книга. В книгах, що відносяться до обліку, окремо виділено дебет і кредит. 
У торговій компанії Датіні у 1390-х роках був складений перший річний бухгалтерський баланс — прототип сучасного.

## Зовнішні посилання
- Francesco Datini(англ.)
- Datini's Palace(англ.)
- Datini's Archive(англ.)
- Francesco di Marco Datini(англ.)